# Afega
Afega is een plaats in Samoa en is de hoofdplaats van het district Tuamasaga op het eiland Upolu.
In 2006 telde Afega 1769 inwoners.